# 꼬마 니콜라 (영화)
《꼬마 니콜라》(프랑스어: Le Petit Nicolas)는 2009년 개봉한 프랑스의 코미디 영화이다.

## 줄거리
니콜라의 반 친구들은 선생님의 지시에 따라 ‘커서 되고 싶은 것’에 대해 글을 쓰게 된다. 먹보 친구 알크스트, 부잣집 아들 조프레, 얼간이 클로테르, 싸움꾼 외드, 괴짜 루퓌스, 버릇없는 모범생 아냐는 각자 미래의 꿈을 정했지만, 니콜라는 자신의 인생이 지금처럼 계속되었으면 좋겠다고 생각하며 미래가 바뀌는 것을 원치 않아 고민한다.
그러던 어느 날, 반에는 새로운 친구 조아생이 전학을 오는데, 그는 최근 남동생이 태어나면서 가족들의 관심을 모두 빼앗기게 되어 매우 불만스러워한다. 조아생은 동생이 태어날 거라는 얘기를 듣지 못했지만, 최근 아버지가 엄마에게 유난히 다정하게 대하는 것을 이상하게 여긴 바 있었다.
다음 날 아침, 니콜라는 부모님이 서로 다정하게 구는 모습을 보고, 자신도 동생이 생길 거라고 의심하게 된다. 그는 친구들에게 이 이야기를 전하고, 친구들 또한 조아생이 갑자기 학교에 나오지 않는 걸 수상하게 여긴다.
그날 집에 돌아온 니콜라는 부모님이 나누는 대화를 엿듣게 되는데, 대화 중 "므슈 무슈붐과 그의 아내를 저녁 식사에 초대하자"는 말을 듣고, 그들이 아기 출산과 관련된 준비를 하는 것이라 오해한다. 이후 아버지가 가족끼리 숲으로 소풍을 가자고 제안하자, 니콜라는 그게 자신을 숲에 버리고 새 아기만 키우려는 계획이라고 착각한다.
니콜라는 어머니를 기쁘게 해보려 노력하며, 그녀의 친구들이 모인 다과회에 참석해 마리-에드비주와 그녀의 친구들과 함께 시간을 보내기도 한다. 하지만 부모님은 결국 그를 데리고 숲으로 떠나고, 니콜라는 차에서 내리지 않겠다고 버틴다. 결국 부모님은 차를 밀며 집으로 돌아오고, 하루 종일 서로 말다툼을 하게 된다.
니콜라의 친구들은 그를 지키기 위해 비밀 동아리를 결성하고, 부모님이 자랑스러워할 일을 찾아내려 한다. 부모님이 외출한 사이 집안 청소를 시도하지만, 결과는 참담했고 집은 오히려 엉망이 되어 니콜라는 외출 금지 벌을 받는다.
절망한 니콜라는 집을 떠나기로 결심하지만, 곧 후회하고 돌아온다. 이후 친구들과 함께 갱단을 고용해 새 아기를 납치하려는 계획까지 세운다. 그들은 악명 높은 ‘장님 잭’이 도망 중이라는 소문을 듣고 그를 찾아 연락하지만, 니콜라는 실수로 차고에서 일하는 사람에게 전화를 걸어 시체를 분해하는 데 500프랑을 요구받는다.
결국 그들은 '슈퍼 파워'가 생긴다는 비밀 포뮬라를 팔아 530프랑을 벌어들인다. 다시 장님 잭에게 연락하자 그는 차를 요구하고, 니콜라는 친구들과 함께 조프레의 아버지 차를 훔치기 위해 집사 알베르를 아이스크림 가게로 유인해 따돌린다.
하지만 목적지에 도착한 그들은 뜻밖에도 조아생과 마주친다. 조아생은 단지 수두에 걸려 학교를 쉬었던 것뿐이었고, 이제는 동생을 꽤 마음에 들어 하며 형이 된 것이 좋다고 말한다. 그 말을 들은 니콜라는 결국 범죄 계획을 포기하고 동생을 반기기로 결심한다.
집에 돌아온 니콜라는 기쁜 마음으로 동생이 생긴 걸 부모님께 말하지만, 부모님은 아기를 가질 계획이 없다고 말한다. 실망한 니콜라는 자신을 기쁘게 하려는 노력을 부모님이 전혀 하지 않는다고 불평하고, 아버지는 그를 달래려 하며 결국 온 가족이 함께 웃게 된다.
이후 니콜라는 엄마가 진짜로 아기를 가졌다는 소식을 듣게 되지만, 동생이 여동생이라는 사실에 실망하고 화를 낸다. 친척들이 찾아와 여동생을 칭찬하자, 니콜라는 "차라리 강아지를 달라고 할 걸 그랬어요!"라며 짜증을 낸다. 하지만 모두가 그의 말에 웃음을 터뜨리고, 결국 니콜라도 함께 웃는다. 그리고 문득 니콜라는 선생님의 과제를 떠올리며, 자라서 '사람들을 웃게 만드는 사람'이 되고 싶다는 걸 깨닫는다.

## 등장 인물
- 막심 고다르 – 리틀 니콜라 역
- 발레리 르메르시에 – 니콜라의 엄마 역
- 카드 메라드 – 니콜라의 아빠 역
- 상드린 키베를랭 – 선생님 역
- 프랑수아-자비에 드메종 – 뒤봉 선생님 역
- 다니엘 프레보스트 – 무슈 무슈붐 역 (니콜라 아빠의 상사)
- 미셸 갈라브뤼 – 교육부 장관 역 (1922년생–2016년 작고)
- 아네몬 – 나바랭 아가씨 역 (1950년생–2019년 작고)
- 프랑수아 다미앵 – 블레뒤르 역
- 세르주 리아부킨 – 프랑시스 르보른 역
- 빅토르 카를르 – 클로테르 역 (반에서 가장 성적이 낮은 학생)
- 다미앵 페르델 – 아냐 역 (위선자이자 모범생)
- 뱅상 클로드 – 알크스트 역 (먹보 친구)
- 샤를 바이앙 – 조프레 역 (반에서 가장 부잣집 아들)
- 벤자맹 아베르티 – 외드 역 (싸움을 좋아하는 학생) (1998년생–2018년 작고)
- 제르맹 프티 다미코 – 루퓌스 역 (경찰관의 아들)
- 비르질 티라르 – 조아생 역
- 엘리자 외슈 – 마리-에드비주 역
- 프랑수아즈 베르탱 – 할머니 역
- 미셸 뒤쇼소와 – 교장 선생님 역